# Billy Jayne
William Jayne (Nueva York, 10 de abril de 1969), conocido artísticamente como Billy Jayne y anteriormente como Billy Jacoby, es un actor estadounidense, conocido por sus papeles en la película de comedia adolescente Just One of the Guys (1985) y en la comedia adolescente Parker Lewis Can't Lose (1990-1993). Sus hermanos, Robert Jayne, Susan Jayne, Laura Jacoby, así como su medio hermano Scott Jacoby también son actores.

## Biografía
Jayne nació en Flushing, Queens, Nueva York, el 10 de abril de 1969. Él es de ascendencia judía.  A la edad de tres años, él visitaba a su medio hermano mayor Scott Jacoby en el set de la película That Certain Summer, por la que Scott ganó un Emmy al Mejor Actor de Reparto. El director necesitaba a alguien que interpretase a Jacoby en flashbacks, y Jayne fue seleccionado, comenzando así su carrera.
Aunque el nombre de nacimiento de Jayne no era Jacoby, cuando comenzó su carrera su madre pensó que sería mejor que usara Jacoby, el apellido de su medio hermano. Sin embargo, a la edad de 17 años, Billy Jacoby cambió su nombre profesional a Billy Jayne para que coincidiera con su nombre de nacimiento.

## Carrera
Jayne fue un actor infantil desde mediados hasta finales de la década de 1980, y realizó numerosas apariciones especiales en programas de televisión como Trapper John, MD, The Golden Girls como David, el nieto rebelde de 15 años de Blanche, The A-Team y 21 Jump Street. También es conocido por el papel de Buddy, el hermano de Terri, en Just One of the Guys de 1985.
Desde 1990 a 1993, Jayne protagonizó la comedia adolescente Parker Lewis Can't Lose, junto al actor Corin Nemec. Después de que la serie terminó, tuvo papeles más pequeños en programas como Renegade, Murder One (1995), Walker, Texas Ranger (1996), Charmed (1999) y Cold Case (2009).

## Filmografía

### Películas
| Año  | Título               | Papel                     |
| ---- | -------------------- | ------------------------- |
| 1979 | The Runner Stumbles  | James                     |
| 1979 | Sunnyside            | Billy Martin              |
| 1981 | Back Roads           | Chico ladrón              |
| 1981 | Bloody Birthday      | Curtis Taylor             |
| 1982 | Hospital Massacre    | Joven Harold Rusk         |
| 1982 | The Beastmaster      | Joven Dar                 |
| 1982 | Superstition         | Justin Leahy              |
| 1983 | Man, Woman and Child | Davey Ackerman            |
| 1983 | Cujo                 | Brett Camber              |
| 1983 | Nightmares           | Zock Maxwell              |
| 1984 | Reckless             | David Prescott            |
| 1985 | Just One of the Guys | Buddy Griffith            |
| 1987 | Party Camp           | District Attorney         |
| 1988 | Demonwarp            | Tom Phillips              |
| 1989 | Dr. Alien            | Wesley Littlejohn         |
| 1989 | The 'Burbs           | voice                     |
| 1999 | Road Kill            | Lars                      |
| 2000 | The Crew             | Joven Tony 'Mouth' Donato |

### Televisión
| Año       | Título                              | Papel                    | Notas                             |
| --------- | ----------------------------------- | ------------------------ | --------------------------------- |
| 1977      | ABC Afterschool Specials            | Ivan                     | 1 episodio                        |
| 1978      | Little Lulu                         | Alvin                    | Película de televisión            |
| 1979      | The Big Hex of Little Lulu          | Alvin                    | Película de televisión            |
| 1979-1980 | Scooby-Doo and Scrappy-Doo          | Voces adicionales        |                                   |
| 1979-1980 | The Bad News Bears                  | Rudi Stein               | Papel principal                   |
| 1980      | Lou Grant                           | Mike                     | 1 episodio                        |
| 1980      | Galactica 1980                      | Tucker                   | 1 episodio                        |
| 1980      | CBS Library                         | Oscar                    | 1 episodio                        |
| 1980      | The Magical World of Disney         | David Williams           | 2 episodios                       |
| 1980      | The Ghosts of Buxley Hall           | David Williams           | Película de televisión            |
| 1980      | Angel on My Shoulder                | Joe Navotny              | Película de televisión            |
| 1980      | Trapper John, M.D.                  | Tommy                    | 1 episodio                        |
| 1981      | Hart to Hart                        | Herbie Geller            | 1 episodio                        |
| 1981      | Crazy Times                         | Chico                    | Película de televisión            |
| 1981      | Murder in Texas                     | Mel Kurth                | Película de televisión            |
| 1981      | How to Eat Like a Child             | Billy                    | Película de televisión            |
| 1981-1982 | Maggie                              | Mark Weston              | Papel principal                   |
| 1981      | Alice                               | Jeff                     | 1 episodio                        |
| 1982      | Code Red                            | Luther                   | 1 episodio                        |
| 1982      | American Playhouse                  | Chico noticiero          | 1 episodio                        |
| 1982      | Seven Brides for Seven Brothers     | Eddie Barton             | 1 episodio                        |
| 1982-1983 | The Scooby & Scrappy-Doo/Puppy Hour | Voz, Petey el cachorrito |                                   |
| 1982-1984 | The Puppy's Further Adventures      | Voz, Petey el cachorrito |                                   |
| 1983      | ABC Weekend Special                 | Bill                     | 1 episodio                        |
| 1983      | Benson                              | 'Buzzy' Sheridan         | 1 episodio                        |
| 1983      | The A-Team                          | Nicky                    | 1 episodio                        |
| 1983      | It's Not Easy                       | Matthew Townsend         | Papel principal                   |
| 1984      | Tales from the Darkside             | Petey Coombs             | 1 episodio                        |
| 1984      | Highway to Heaven                   | Brad Gaines              | 1 episodio                        |
| 1985      | The Golden Girls                    | David                    | 1 episodio                        |
| 1985-1987 | Silver Spoons                       | Brad Langford            | Papel recurrente (Temporadas 4-5) |
| 1986      | The A-Team                          | Jeffrey Sullivan         | 1 episodio                        |
| 1986      | The Wizard                          | Jack Craig               | 1 episodio                        |
| 1986      | The Magical World of Disney         | Whittle                  | 1 episodio                        |
| 1986      | Lazer Tag Academy                   | Voz, Tom Jaren           |                                   |
| 1987      | Rags to Riches                      | Jim                      | 1 episodio                        |
| 1987      | 21 Jump Street                      | Mark Dorian              | 1 episodio                        |
| 1987      | A Year in the Life                  | Jerry                    | 1 episodio                        |
| 1988      | The Charmings                       | Al                       | 1 episodio                        |
| 1988      | The Bronx Zoo                       | Brad                     | 1 episodio                        |
| 1989      | The Young Riders                    | Bil                      | 1 episodio                        |
| 1990      | CBS Schoolbreak Special             | Bill McCallister         | 1 episodio, como William Jayne    |
| 1990-1993 | Parker Lewis Can't Lose             | Mikey Randall            | Papel principal                   |
| 1995      | Renegade                            | Otis Moon                | 1 episodio                        |
| 1995      | Spring Fling!                       | Chris                    | Película de televisión            |
| 1995      | The Client                          | T.J. Rutherford          | 1 episodio                        |
| 1995      | Murder One                          | Billy McBride            | 1 episodio                        |
| 1996      | Walker, Texas Ranger                | Derek Malloy             | 1 episodio                        |
| 1996      | Breaking Through                    | Mike                     | Película de televisión            |
| 1997      | Extreme Ghostbusters                | Voz                      | 1 episodio                        |
| 1999      | Charmed                             | Billy Waters             | 1 episodio                        |
| 2003      | The Bernie Mac Show                 | Profesor de canto        | 1 episodio                        |
| 2009      | Cold Case                           | Al 'Baltimore Red'       | 1 episodio                        |
| 2010      | United States of Tara               | Ed                       | 1 episodio                        |
| 2016      | Conspiracy                          | John 'John Q'            | Película de televisión            |
| 2023      | MILF Manor                          | Él mismo                 | 1 episodio                        |

### Como director
| Año  | Título                                       | Notas         |
| ---- | -------------------------------------------- | ------------- |
| 2013 | Buckcherry: Gluttony                         | Video musical |
| 2014 | BuckCherry: Wrath                            | Video musical |
| 2014 | Buckcherry: Say Fuck It                      | Video musical |
| 2015 | Buckcherry: Bring It On Back                 | Video musical |
| 2018 | Josh Todd and The Conflict: Story of my Life | Video musical |
| 2017 | Louise Goffin: Let Me in Again               | Video musical |
| 2017 | Josh Todd and The Conflict: rain             | Video musical |